# Les McDowall
Pour les articles homonymes, voir McDowall.
Les McDowall, né le 25 octobre 1912 à Gunga Pur (Inde britannique) et mort le 18 août 1991, est un footballeur écossais, qui évoluait au poste de milieu de terrain à Manchester City.

## Carrière de joueur
- 1934–1937 : Sunderland
- 1937–1949 : Manchester City
- 1949–1950 : Wrexham  [1]

### Palmarès comme joueur

#### Avec Manchester City
- Vainqueur du Championnat d'Angleterre de football D2 en 1947.

## Carrière d'entraîneur
- 1949–1950 : Wrexham
- 1950–1963 : Manchester City
- 1963–1965 : Oldham Athletic

### Palmarès comme entraîneur

#### Avec Manchester City
- Vainqueur de la Coupe d'Angleterre de football en 1956.
- Finaliste de la Coupe d'Angleterre de football en 1955.